# معركة سرت الأولى

## خلفية
انخرط الجيش الثامن البريطاني وجيوش المحور في شمال إفريقيا في معارك ناتجة عن عملية كروسيدر، بين 18 نوفمبر و 4 ديسمبر. كان هدفها هزيمة الفيلق الأفريقي وفك حصار طبرق. وقد تم تحقيق ذلك، وأجبرت قوات المحور على التراجع؛ وبحلول 13 ديسمبر، كانت قوات المحور عند الخط الدفاعي في غزالة شرق بنغازي . كانت قوات المحور يائسة لتزويد قواتها بالإمدادات. كانت حامية جزيرة مالطا تحت الحصار وأراد البريطانيون تزويد قواتهم في الجزيرة.

## مقدمة

### قوافل المحور M41 و M42
كان الإيطاليون يستعدون لإرسال M41 ، قافلة من ثماني سفن، إلى إفريقيا في 13 ديسمبر 1941. في ذلك الصباح، فشلت محاولة الإمداد السابقة، وهما طرادان سريعان يحملان الوقود إلى طرابلس، عندما غرقت السفينتان في معركة كيب بون بواسطة قوة من مدمرات في طريقها إلى الإسكندرية .
تتكون القافلة M41 من ثماني سفن تجارية في ثلاث مجموعات، مع مرافقة من خمسة مدمرات وقوة تغطية بعيدة للسفن، وأربع مدمرات وزورقا طوربيد .
بعد فترة وجيزة من الإبحار في 13 ديسمبر، هاجمت الغواصة البريطانية أتش أم أس أبرايت مجموعة M41 وغرقت سفينتين. في وقت لاحق من ذلك اليوم اصطدمت سفينتان واضطرتا إلى العودة إلى القاعدة، وأجبرت الغواصة أتش أم أس إرج سفينة مرافقة العودة إلى الميناء.
أمرت سوبرمرينا ،القيادة العليا للبحرية الإيطالية، التي هزتها هذه الخسائر وتقرير بأن قوة بريطانية من سفينتين حربيتين كانتا في البحر، السفن بالعودة وانتظار التعزيزات ولكن تبين أن السفينتين الحربيتين البريطانيتين كانتا عملية شرك من قبل زارعة الألغام أتش أم أس أبديل .
في 16 ديسمبر، غادرت القافلة الإيطالية المكونة من أربع سفن، والتي أعيدت تسميتها M42 ، تارانتو ، مصحوبة بمرافقة على طول الطريق. تم توفير الحراسة عن طريق سبع مدمرات وقارب طوربيد. وبحلول الوقت الذي وصلوا فيه إلى صقلية ، كانت مصحوبة أيضًا بقوة غطاء قريبة، تضم السفينة الحربية كايو دويليو ، وثلاث طرادات خفيفة وثلاث مدمرات. تتألف قوة التغطية البعيدة من البوارج لاتوريو و أندريا دوريا و جوليو سيزار وطرادتين و 10 مدمرات.

### قافلة الحلفاء
خطط البريطانيون لتشغيل الإمدادات إلى مالطا باستخدام السفينة التجارية السريعة بريكونشاير، المحمية بقوة طرادات ومدمرات، في حين أن المدمرات من اشتباك كيب بون، ستنتقل إلى الإسكندرية من مالطا مغطاة بالقوة ك والقوة ب من مالطا في 15 ديسمبر.
تم استنفاد القوة البريطانية عندما تم إغراق الطراد الخفيف أتش أم أس جالاتي بواسطة الغواصة يو-557 ، قبل منتصف الليل في 14 ديسمبر. تم إغراق يو-557 عن طريق الخطأ بعد أقل من 48 ساعة، بواسطة قارب الطوربيد الإيطالي أوريوني .
في 15 ديسمبر، أبحرت بريكونشاير من الإسكندرية برفقة ثلاثة طرادات وثمان مدمرات تحت إمرة الأدميرال فيليب فيان في أتش أم أس نياد . في 16 ديسمبر، المدمرات الأربع للأسطول الرابع غادرت مالطا، مغطاة بالقوة ك، طرادتان ومدمرتان. كانت ثلاثون سفينة حربية إيطالية ترافق أربع سفن شحن. كانت المجموعتان البريطانيتان أيضا في البحر وتتجهان باتجاه بعضهما البعض. كان من المرجح أن تعبر القوات المتصارعة مسارات بعضها البعض شرق مالطا في 18 ديسمبر.

## المعركة
في 17 ديسمبر، اكتشفت طائرة استطلاع إيطالية التشكيل البريطاني المتجه إلى الغرب بالقرب من سيدي براني، متجهًا على ما يبدو من الإسكندرية لاعتراض القافلة الإيطالية. وظلت القافلة البريطانية مراقبة من قبل طائرات قوات المحور وهاجمت بعد ظهر اليوم ولكن لم تسجل أي إصابات والتقى أجنيو وستوكس بالقافلة المتجهة إلى الغرب. بحلول وقت متأخر من بعد الظهر كان الأسطول الإيطالي قريبًا واتصلت طائرات المراقبة من البوارج بالقافلة البريطانية، لكن الطائرات أخطأت في تعريف بريكونشاير على أنها سفينة حربية. في الساعة 17:42 ، شاهد الأساطيل بعضها البعض. تحرك الأميرال أنجيلو ياتشينو، قائد القوات الإيطالية، للدفاع عن قافلته.
كما أراد فيان أيضا تجنب القتال، لذلك مع إعطاء البريطانيين للمساحة الكافية والتقدم الإيطالي بحذر، تمكن البريطانيون بسهولة من تجنب الاشتباك. بعد غروب الشمس بقليل، تسبب هجوم جوي على السفن البريطانية في ردهم على إطلاق النار من مدافعهم المضادة للطائرات، مما سمح للقوات البحرية الإيطالية برصدها. أخذ لاتشينو قوة التغطية البعيدة وفتح النار على حوالي 32000 متر (35000 ياردة)، بعيدًا عن نطاق المدافع البريطانية. قام فيان على الفور باطلاق الدخان وانتقل إلى الهجوم بينما تحركت بريكونشاير بعيدًا، برفقة المدمرات أتش أم أس ديكوي و أتش أم أس هافوك .
نظرًا لعدم وجود رادار وإدراكًا لهزيمتهم في الحركة الليلية في معركة كيب ماتابان ، كان الإيطاليون يرغبون في تجنب القتال الليلي. أطلق الإيطاليون النار لمدة 15 دقيقة فقط قبل فض الاشتباك والعودة غربًا لتغطية القافلة M42. عانت أتش أم أس كيبلينغ من فقدان بحار واحد وبعض الأضرار بسبب قذيفة عيار 8 بوصة (200 مـم)، ربما أطلقها الطراد الإيطالي غوريزيا  أوشظايا قذايفة عيار 320 مليمتر (13 بوصة) التي أطلقها أندريا دوريا وجوليو سيزار، مما أدى إلى تدمير الهوائيات اللاسلكية ثقل بدن السفينة وبنيتها السطحية وقواربها. وفقا لمصادر إيطالية، فإن المدمرة البحرية الأسترالية (RAN) HMAS وكذلك المدمرة HMAS تضررتا بسبب إحدى المدمرات الإيطالية. تحدثت التقارير البريطانية عن سفن حربية أخرى اخترقتها الشظايا.

## ما بعد الحادثة

### تلغيم قبالة طرابلس
بعد حلول الظلام، عاد فيان مع ستوكس إلى الإسكندرية، تاركًا أجنيو لجلب بريكونشاير إلى مالطا، وانضمت إليه القوة ب، وطراد واحد (كان الآخر تحت الإصلاح) واثنين من المدمرات. وصلت بريكونشير ومرافقتها إلى مالطا في الساعة 15:00 يوم 18 ديسمبر. في منتصف النهار، انقسمت القوة الإيطالية أيضًا وتوجهت ثلاث سفن متجهة إلى طرابلس، مصحوبة بقوة غطاء قريبة، بينما توجهت سفينة الإمدادات الألمانية أنقرة إلى بنغازي. ظلت قوة التغطية البعيدة في المحطة في خليج السدرة حتى المساء، قبل أن تعود إلى القاعدة. لقد أدرك البريطانيون الآن أن الإيطاليين لديهم قافلة في المنطقة. بحث فيان عن ذلك دون نجاح عندما عاد إلى الإسكندرية.
بعد الظهر، تم تأسيس موقع مجموعة طرابلس. طراد ومدمرتان للقوة ب وطرادتان ومدمرتان للقوة ك (الكابتن أوكونور، على الطراد أتش أم أس نبتون ) تم ترتيبها في الساعة 18:00 لاعتراضها. واجهت القوة حقل ألغام 20 ميل (32 كـم) قبالة طرابلس، في الساعات الأولى من يوم 19 ديسمبر. فاجأ حقل الألغام البريطانيين حيث بلغ عمق المياه 600 قدم (180 م)، والتي اعتقدوا أنها عميقة للغاية بالنسبة للألغام. اصطدمت نبتون بأربعة ألغام وغرقت، المدمرة أتش أم أس قندهار اصطدمت بلغم وغرقت في اليوم التالي. تضررت الطرادات أوروراوبينيلوبي بشدة لكنها تمكنت من العودة إلى مالطا. حوالي 830 من بحارة الحلفاء، أكثرهم نيوزيلنديون على متن نبتون، فقدوا حياتهم في الكارثة. قوة مالطة الضاربة، التي كانت تشكل تهديدًا نشطًا لخط شحن قوات المحور إلى ليبيا خلال معظم عام 1941، تم تخفيض فعاليتها كثيرًا وأجبرت لاحقًا على الانسحاب إلى جبل طارق.

### الهجوم على الإسكندرية
أثناء العودة إلى الإسكندرية مع قوة فيان، المدمرة أتش أم أس جيرفيس أبلغت عن هجوم ناجح على ما يبدو أنه غواصة مجهولة الهوية. كانت غواصة المحور الوحيدة قبالة الإسكندرية هي سكايري الإيطالية، التي كانت تحمل مجموعة من ستة من رجال الكوماندوز الإيطاليين، ومجهزة بطوربيدات بشرية . بعد وقت قصير من وصول قوة فيان إلى الإسكندرية، ليلة 18 ديسمبر، اخترق الإيطاليون الميناء وهاجموا الأسطول. أصيبت جيرفيس بأضرار، وتم تعطيل ناقلة نرويجية كبيرة بينما تضررت السفن الحربية أتش أم أس فالينت و الملكة اليزابيث بشدة. كان هذا تغييرًا استراتيجيًا ضد الحلفاء.

## النتائج
حقق الجانبان أهدافهما الاستراتيجية. حصل البريطانيون على الإمدادات عبر مالطا، وتمكن المحور من نقل سفنهم إلى طرابلس وبنغازي، على الرغم من أن بنغازي سقطت في أيدي الجيش الثامن بعد خمسة أيام، في 24 ديسمبر.

## روابط خارجية
- La I Battaglia della Sirte باللغة الإيطالية
- Prima battaglia della Sirte - Plancia di Commando باللغة الإيطالية